# 林文華
林文華（1489年—？年），字質夫，福建兴化府莆田縣人，匠籍。

## 生平
治《詩經》，行二，由府學生中式嘉靖元年（1522年）壬午科福建鄉試第四十一名舉人，年三十五歲中式嘉靖二年（1523年）癸未科會試第三百二十三名，第二甲第十九名進士。授南京兵部主事，上言四事：一省造舡以节财用、一严禁官舡附搭、一禁军官私役、一均派各营马匹。官至瓊州府知府。

## 家族
曾祖林克真，壽官。祖父林朝弼。父林舜中，壽官。前母羅氏；母羅氏。具庆下。兄文英、弟文腆。